# Миннигероде, Люси
Люси Миннигероде (1871—1935) — американская медсестра, основатель Корпуса медсестёр Службы общественного здравоохранения США.

## Биография
Родилась 8 февраля 1871 года в городе Мидлберге, штат Вирджиния, в многодетной семье Чарльза Миннигероде (Charles E. Minnigerode) и его жены Вирджинии Пауэлл (Virginia Cuthbert Powell Minnigerode), имеющих немецкие корни. Её отец в период Гражданской войны в США служил в Армии Конфедеративных Штатов Америки. Люси была внучкой Чарльза Фредерика Миннигероде, который бежал из Германии в США в 1830-х годах.
Люси посещала Арлингтонский институт (Arlington Institute) и школу для девочек в Алегзандрии, штат Вирджиния. Затем училась на медсестру в нью-йоркской больнице Bellevue Hospital, завершив обучение в 1905 году.
С 1910 по 1914 год Миннигероде работала старшей медсестрой в Епископальной больнице Вашингтона. После начала Первой мировой войны она присоединилась к Американскому Красному Кресту и работала в Российской империи в одной из больниц Киева, являясь также старшей медсестрой под руководством инспектора Хелен Хэй. С 1915 по 1917 год Люси Миннигероде руководила окружной женской больницей в Вашингтоне.
Затем она присоединилась к коллективу Клары Нойес в штаб-квартире Американского Красного Креста в этом городе. В 1919 году назначила Миннигероде для проверки и отчета о больницах Государственной службы здравоохранения США и позже была назначена суперинтендантом нового отдела (корпуса) медсестер при Государственной службе здравоохранения. Одной из её первых задач был набор медсестер для работы в госпиталях ветеранов войны.  Люси Миннигероде также возглавляла секцию «Медсёстры в правительстве» Американской ассоциации медсестер.
Умерла 24 марта 1935 года в Алегзандрии (по другим данным в Фэрфаксе), штат Вирджиния. Была похоронена на кладбище Sharon Cemetery города Мидлберг, Вирджиния.

## Заслуги

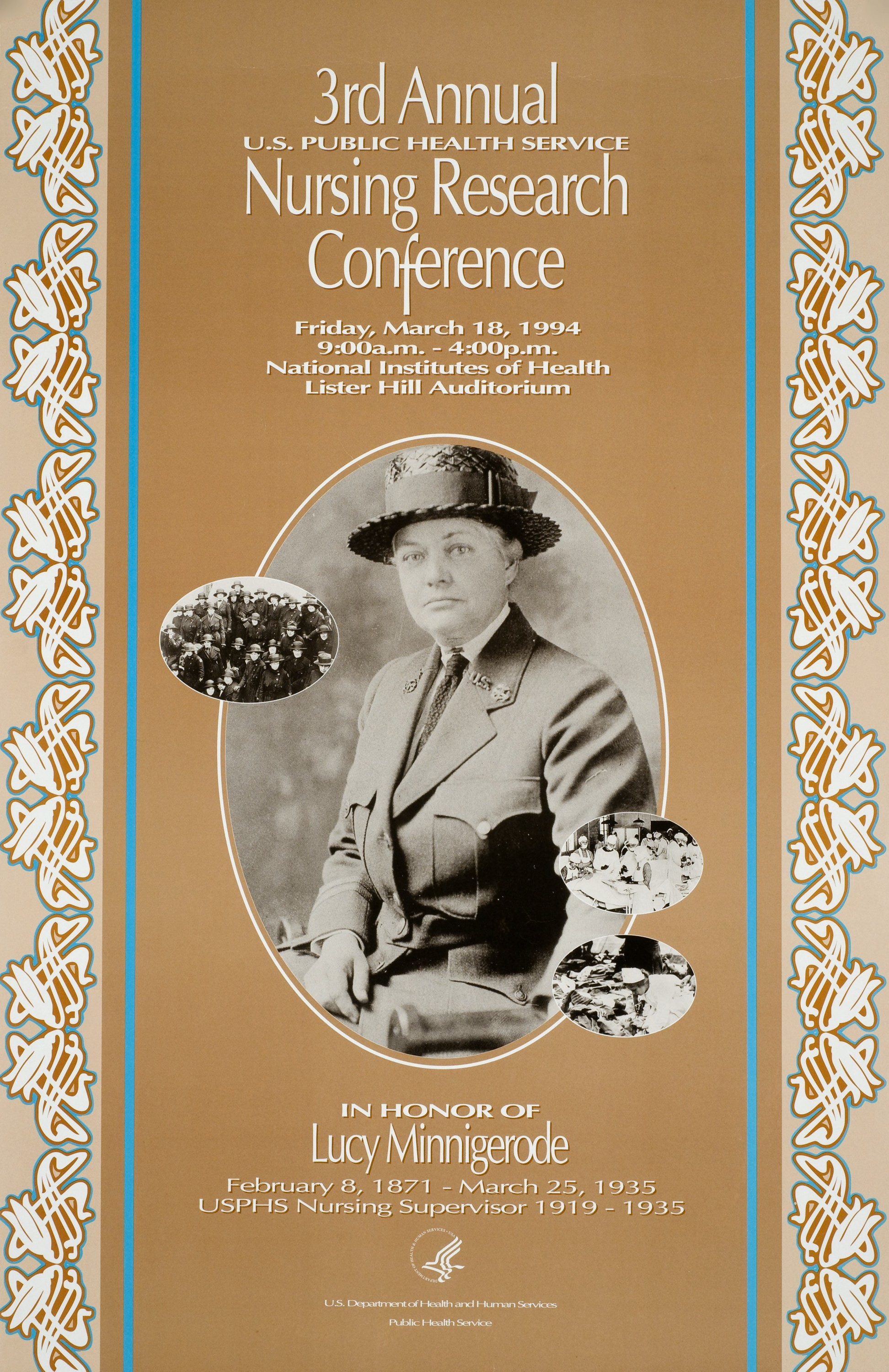
Третья конференция медсестер Службы общественного здравоохранения США

Люси Миннигероде была восьмым по счёту американским лауреатом медали Флоренс Найтингейл, присуждаемой Международным комитетом Красного Креста (1925). Также была награждена русским орденом Святой Анны.
Американская ассоциация медсестер учредила Мемориальный фонд Люси Миннигероде (Lucy Minnigerode Memorial Fund) вскоре после её смерти. Также в её честь были названы пять премий за отличную медицинскую помощь (Minnigerode Awards for Nursing Excellence), присуждаемых Службой общественного здравоохранения США.
В 1994 году научно-исследовательская конференция медсестер Службы общественного здравоохранения США почтила Люси Миннигероде, а её изображение использовалось в качестве плаката мероприятия.